# San Martino Valle Caudina
San Martino Valle Caudina – miejscowość i gmina we Włoszech, w regionie Kampania, w prowincji Avellino.
Według danych na 1 stycznia 2022 roku gminę zamieszkiwało 4771 osób (2363 mężczyzn i 2408 kobiet).